# Petr Janečka
Petr Janečka (né le 25 novembre 1957 à Gottwaldov à l'époque en Tchécoslovaquie et aujourd'hui en République tchèque) est un joueur de football tchèque (international tchécoslovaque) qui évoluait au poste d'attaquant.

## Biographie

### Carrière en club
Petr Janečka joue principalement en faveur du Zbrojovka Brno et du Bohemians Prague.
Il dispute un total de 250 matchs en première division tchécoslovaque, inscrivant 105 buts. Il réalise ses meilleures performances lors des saisons 1982-1983 et 1984-1985, où il inscrit 16 buts.
Il dispute également 8 matchs en Coupe d'Europe des clubs champions, inscrivant deux buts, et 24 matchs en Coupe de l'UEFA, inscrivant neuf buts. Le 19 septembre 1979, il marque un doublé en Coupe de l'UEFA contre le club danois d'Esbjerg fB. Par la suite, le 19 septembre 1984, il inscrit à nouveau un doublé en Coupe de l'UEFA, contre le club chypriote de l'Apollon Limassol. Il est quart de finaliste de la Coupe de l'UEFA en 1980 avec le Zbrojovka Brno.
Son palmarès est constitué d'un titre de champion de Tchécoslovaquie, remporté avec le Zbrojovka Brno.

### Carrière en sélection
Il participe avec les espoirs au championnat d'Europe espoirs en 1978, puis en 1980. Le 5 avril 1978, il inscrit un doublé dans cette compétition, contre la RDA.
Petr Janečka joue 39 matchs en équipe de Tchécoslovaquie, inscrivant 9 buts, entre 1978 et 1987.
Il reçoit sa première sélection en équipe nationale le 15 avril 1978, en amical contre la Hongrie (défaite 2-1). Il inscrit son premier but avec la Tchécoslovaquie le 15 avril 1981, contre la Turquie, lors d'un match rentrant dans le cadre des éliminatoires du mondial 1982 (victoire 0-3).
Le 6 octobre 1982, il marque un doublé contre la Suède, lors des éliminatoires de l'Euro 1984 (match nul 2-2). Par la suite, le 31 octobre 1984, il inscrit à nouveau un doublé, contre Malte, lors des éliminatoires du mondial 1986 (victoire 4-0).
Il figure dans le groupe des sélectionnés lors de la Coupe du monde de 1982. Lors du mondial organisé en Espagne, il joue les trois matchs disputés par son équipe. Il joue à cet effet contre le Koweït, l'Angleterre, et la France.
Il reçoit sa dernière sélection le 9 septembre 1987, contre la Finlande, lors des éliminatoires de l'Euro 1988 (défaite 3-0).

## Palmarès
| Zbrojovka Brno - Championnat de Tchécoslovaquie (1) : - Champion : 1977-78. - Vice-champion : 1979-80. |  | Bohemians Prague - Championnat de Tchécoslovaquie : - Vice-champion : 1984-85. |